# Pau-Sabão
Pau-Sabão ist ein Ort im Süden des Distrikts Água Grande auf der Insel São Tomé im Inselstaat São Tomé und Príncipe. 

## Geographie
Der Ort liegt südlich der Hauptstadt São Tomé zwischen Caixão Grande und Cruzeiro (São Tomé) an der ES 5.